# Francheville (Côte-d'Or)
Pour les articles homonymes, voir Francheville.
Francheville est une commune française située dans le département de la Côte-d'Or en région Bourgogne-Franche-Comté, à 20 km au nord de Dijon.

## Géographie

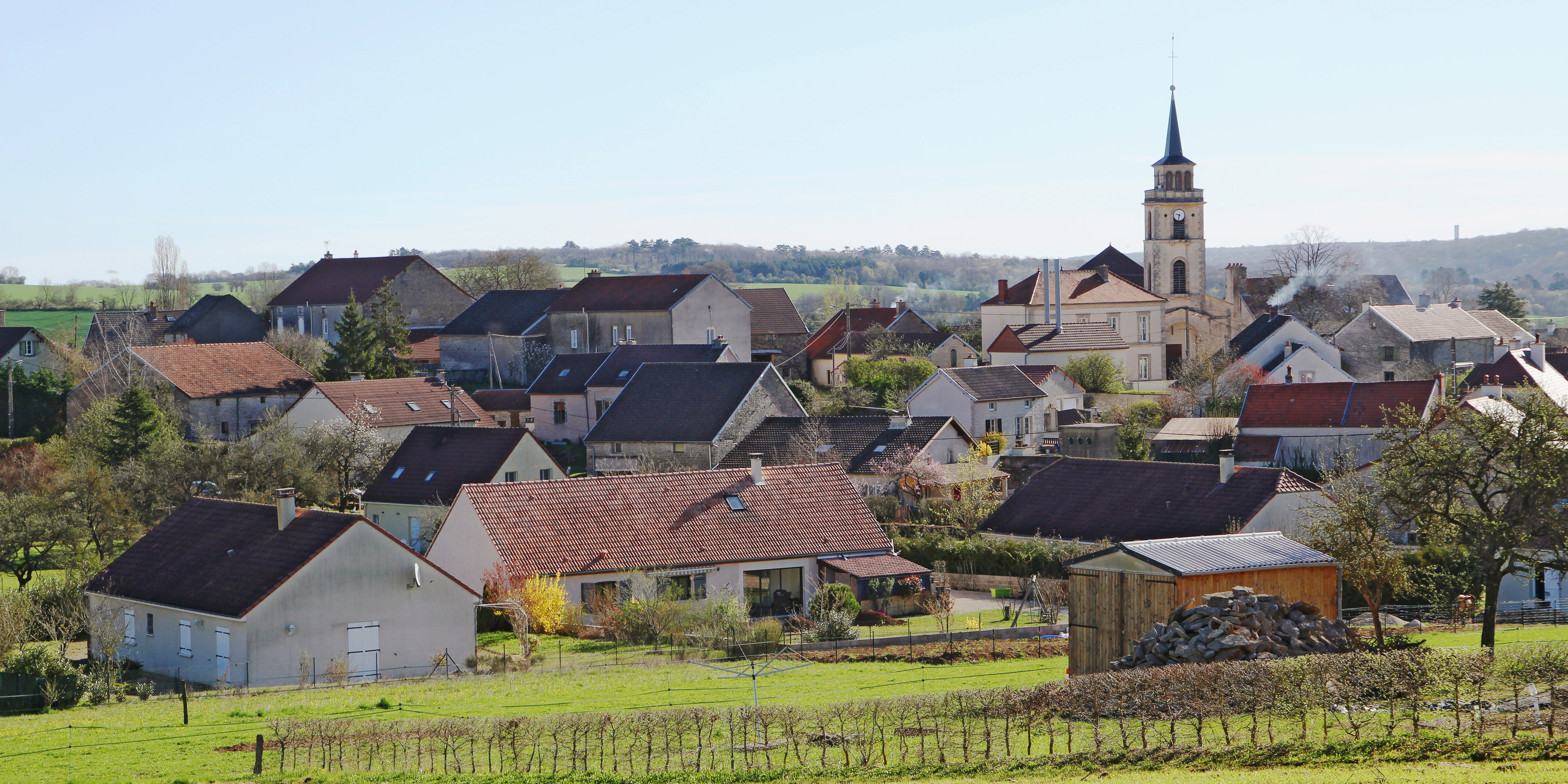
Francheville dans les collines vu depuis la route de Saint-Seine.

### Climat
Pour des articles plus généraux, voir Climat de la Bourgogne-Franche-Comté et Climat de la Côte-d'Or.
En 2010, le climat de la commune est de type climat des marges montargnardes, selon une étude du Centre national de la recherche scientifique s'appuyant sur une série de données couvrant la période 1971-2000. En 2020, Météo-France publie une typologie des climats de la France métropolitaine dans laquelle la commune est exposée à un climat océanique altéré et est dans la région climatique  Bourgogne, vallée de la Saône, caractérisée par un bon ensoleillement (1 900 h/an), un été chaud (18,5 °C), un air sec au printemps et en été et des vents faibles. 
Pour la période 1971-2000, la température annuelle moyenne est de 9,7 °C, avec une amplitude thermique annuelle de 16,6 °C. Le cumul annuel moyen de précipitations est de 917 mm, avec 12,6 jours de précipitations en janvier et 8,2 jours en juillet. Pour la période 1991-2020, la température moyenne annuelle observée sur la station météorologique de Météo-France la plus proche, « Saint-Martin-du-M », sur la commune de Saint-Martin-du-Mont à 8 km à vol d'oiseau, est de 9,9 °C et le cumul annuel moyen de précipitations est de 938,1 mm,. Pour l'avenir, les paramètres climatiques de la commune estimés pour 2050 selon différents scénarios d'émission de gaz à effet de serre sont consultables sur un site dédié publié par Météo-France en novembre 2022.

## Urbanisme

### Typologie
Au 1er janvier 2024, Francheville est catégorisée commune rurale à habitat dispersé, selon la nouvelle grille communale de densité à 7 niveaux définie par l'Insee en 2022.
Elle est située hors unité urbaine. Par ailleurs la commune fait partie de l'aire d'attraction de Dijon, dont elle est une commune de la couronne,. Cette aire, qui regroupe 333 communes, est catégorisée dans les aires de 200 000 à moins de 700 000 habitants,.

### Occupation des sols
L'occupation des sols de la commune, telle qu'elle ressort de la base de données européenne d’occupation biophysique des sols Corine Land Cover (CLC), est marquée par l'importance des forêts et milieux semi-naturels (59,3 % en 2018), une proportion identique à celle de 1990 (59,3 %). La répartition détaillée en 2018 est la suivante : 
forêts (57,3 %), terres arables (39,6 %), milieux à végétation arbustive et/ou herbacée (2 %), zones urbanisées (1,1 %). L'évolution de l’occupation des sols de la commune et de ses infrastructures peut être observée sur les différentes représentations cartographiques du territoire : la carte de Cassini (XVIIIe siècle), la carte d'état-major (1820-1866) et les cartes ou photos aériennes de l'IGN pour la période actuelle (1950 à aujourd'hui).

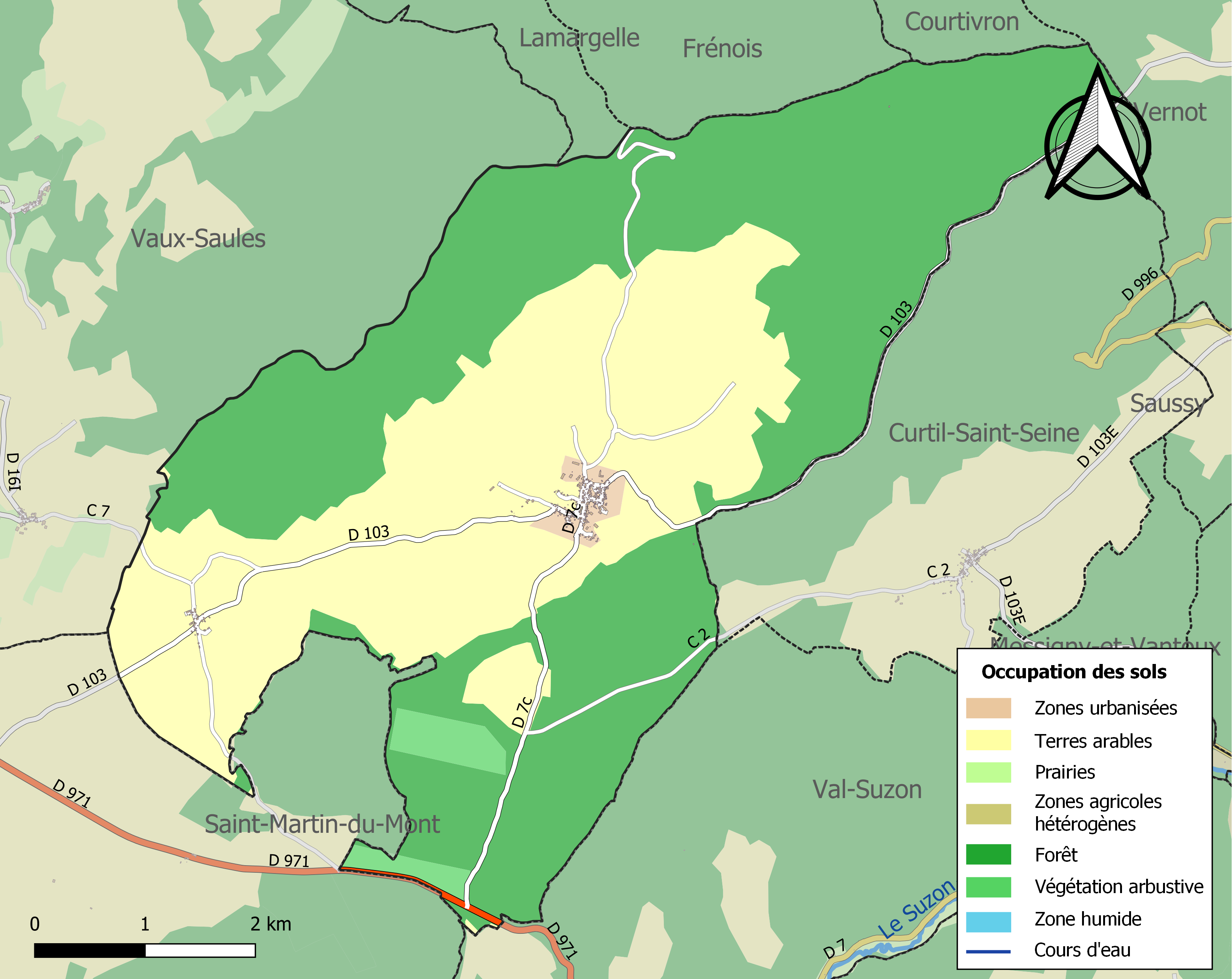
Carte des infrastructures et de l'occupation des sols de la commune en 2018 (CLC).

## Histoire

### Néolithique final et Âge du Bronze.
Plusieurs fouilles ont mis au jour une douzaine de petits tertres enserrant chacun un ou deux coffres de pierre, répartis sur la crête de la colline de Nonceuil sur la commune de Francheville et datés du Néolithique final et de l'Âge du bronze.

### Activité médiévale
Les études et recherches démontrent une activité riche sur le territoire.

## Politique et administration
| Période                                  | Période      | Identité      | Étiquette | Qualité |
| ---------------------------------------- | ------------ | ------------- | --------- | ------- |
| mars 1977                                | janvier 2007 | Pierre Drouot |           |         |
| janvier 2007                             | 2014         | Alain Guillot |           |         |
| 2014                                     | "En cours"   | Gilles Duthu  |           |         |
| Les données manquantes sont à compléter. |              |               |           |         |

## Démographie
En 2022 , la commune de Francheville comptait 258 habitants. À partir du XXIe siècle, les recensements réels des communes de moins de 10 000 habitants ont lieu tous les cinq ans. Les autres « recensements » sont des estimations.
| 1793 | 1800 | 1806 | 1821 | 1831 | 1836 | 1841 | 1846 | 1851 |
| ---- | ---- | ---- | ---- | ---- | ---- | ---- | ---- | ---- |
| 544  | 534  | 531  | 543  | 566  | 552  | 550  | 532  | 548  |

| 1856 | 1861 | 1866 | 1872 | 1876 | 1881 | 1886 | 1891 | 1896 |
| ---- | ---- | ---- | ---- | ---- | ---- | ---- | ---- | ---- |
| 527  | 519  | 474  | 422  | 392  | 367  | 374  | 365  | 331  |

| 1901 | 1906 | 1911 | 1921 | 1926 | 1931 | 1936 | 1946 | 1954 |
| ---- | ---- | ---- | ---- | ---- | ---- | ---- | ---- | ---- |
| 322  | 304  | 296  | 209  | 224  | 238  | 196  | 235  | 193  |

| 1962 | 1968 | 1975 | 1982 | 1990 | 1999 | 2006 | 2011 | 2016 |
| ---- | ---- | ---- | ---- | ---- | ---- | ---- | ---- | ---- |
| 165  | 132  | 138  | 142  | 205  | 199  | 246  | 244  | 278  |

| 2021 | 2022 | - | - | - | - | - | - | - |
| ---- | ---- | - | - | - | - | - | - | - |
| 269  | 258  | - | - | - | - | - | - | - |

## Culture locale et patrimoine

### Lieux et monuments
La commune est connue et prisée des spéléologues pour son réseau souterrain, le plus important de la région (partiellement noyé) auquel appartiennent notamment le Creux du Soucy et le gouffre de la Combe aux Prêtres.
La commune est également à proximité du Val Suzon, dont la Haute vallée et les gorges sont classées Natura 2000.
La commune compte 15 monuments ou édifices répertoriés à l'inventaire général du patrimoine culturel, 1 objet répertorié à l'inventaire des monuments historiques et 24 objets répertoriés à l'inventaire général du patrimoine culturel.
- Église Saint-Maurice inventoriée[18] est de plan rectangulaire à abside en cul-de-four, sans transept, le chœur à voûte d'ogive porte un toit pyramidal plus haut que le toit à deux pentes qui couvre la nef. Le clocher est situé sur le narthex qui abrite son escalier.

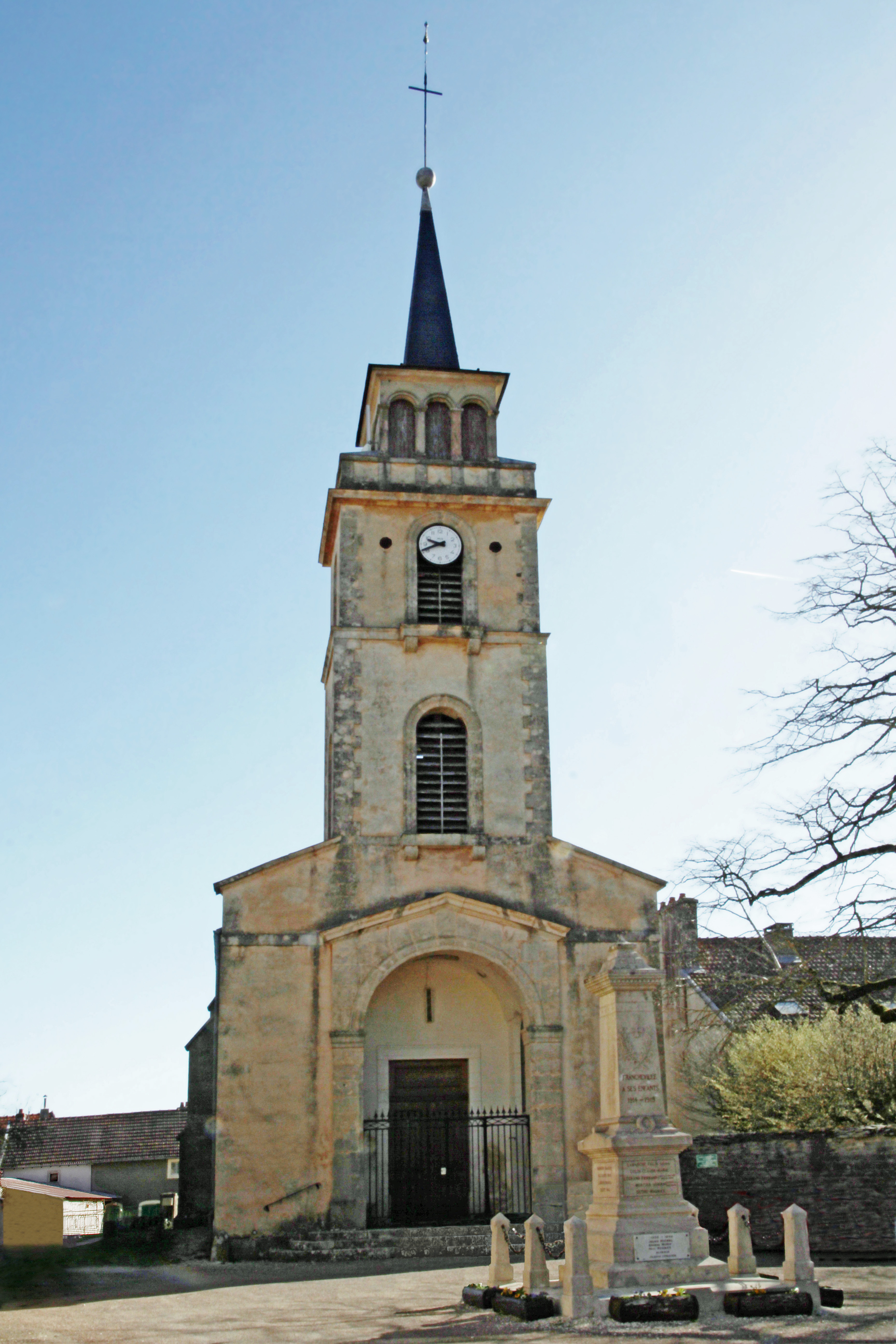
Façade de l'église.
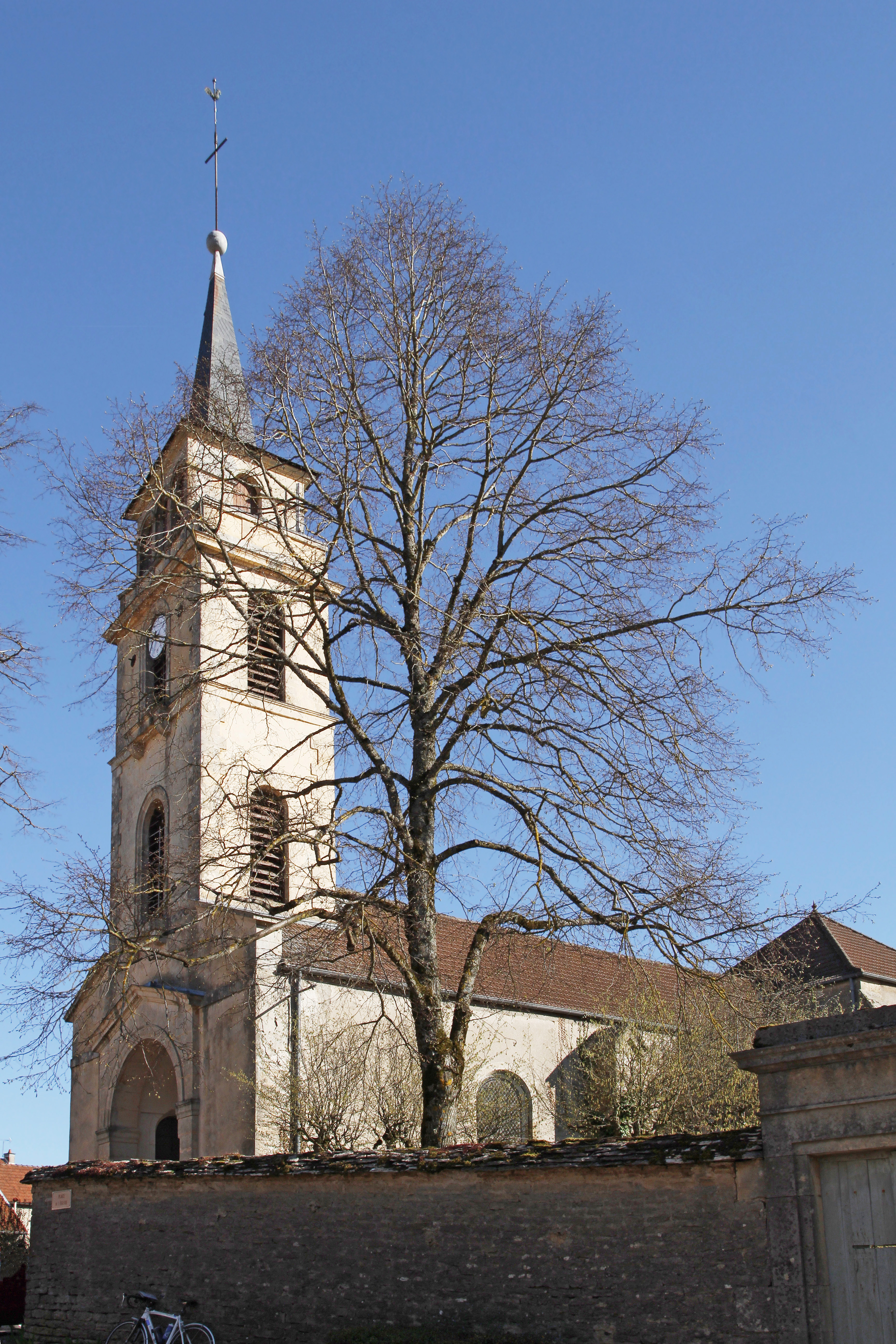
Clocher.

- Lavoir (inventorié)[19] au centre du village, éclairé par une ouverture en demi-cercle qui fait face à la porte en plein cintre ouverte sur la mare. À proximité, deux abreuvoirs sont alimentés par des pompes indépendantes et une agréable petite halte a été aménagée pour promeneurs et enfants.
- Lavoir-abreuvoir du hameau de Prairay, inventorié[20]. Couvert en plaques de calcaire sur charpente, il abrite dans la salle du fond un treuil à volant d'inertie, posé sur un puits, qui levait des seaux attachés à une chaîne. La salle d'entrée s'ouvre sur une porte en plein cintre et abrite, à gauche en entrant, un impressionnant bac à laver posé au sol et taillé d'une seule pièce dans un bloc de pierre; à droite, au fond contre le mur de la salle du puits, une auge peut recevoir de l'eau qui s'écoule par une ouverture dans le mur vers un abreuvoir situé à l'extérieur du bâtiment.

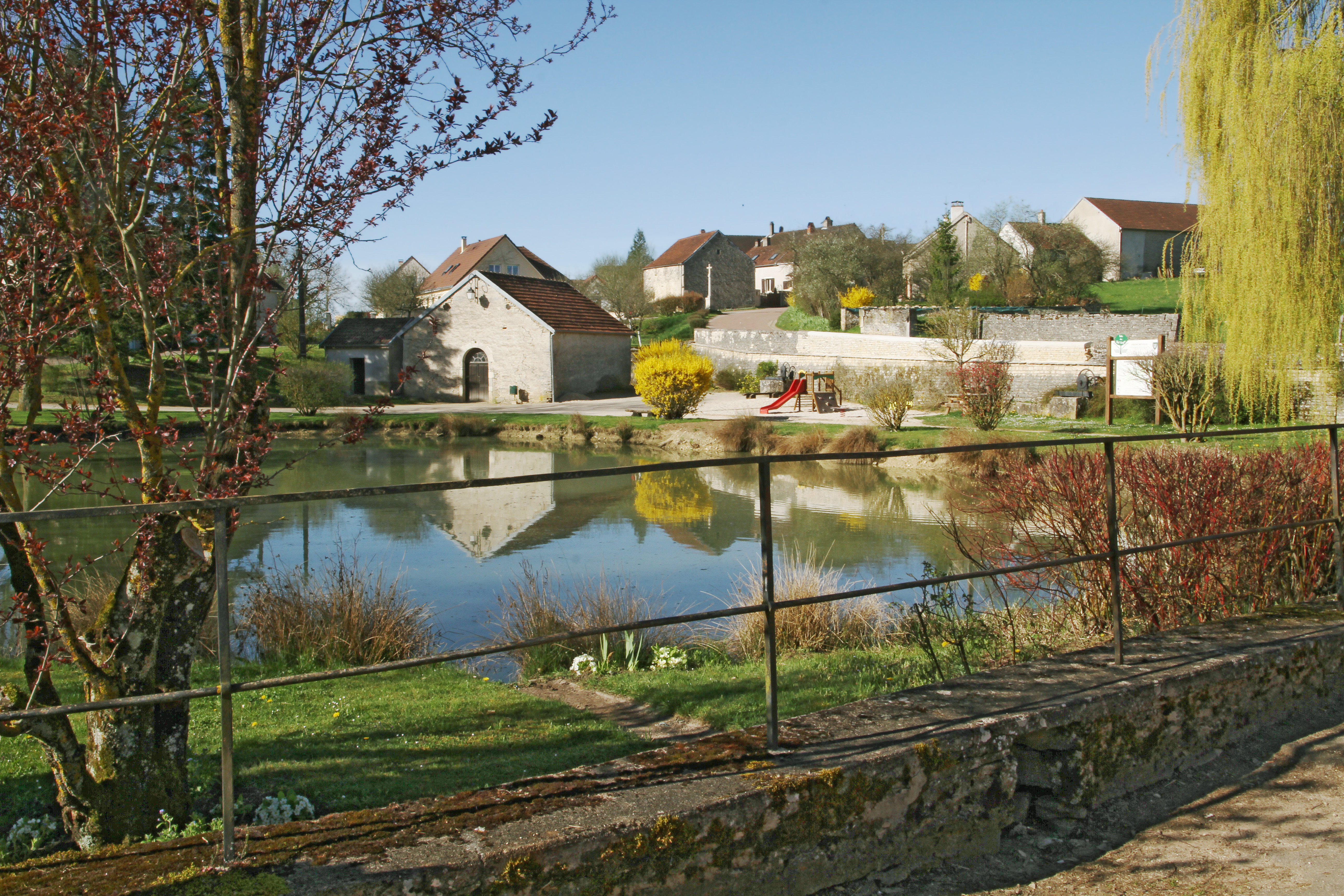
Mare et lavoir de Francheville.
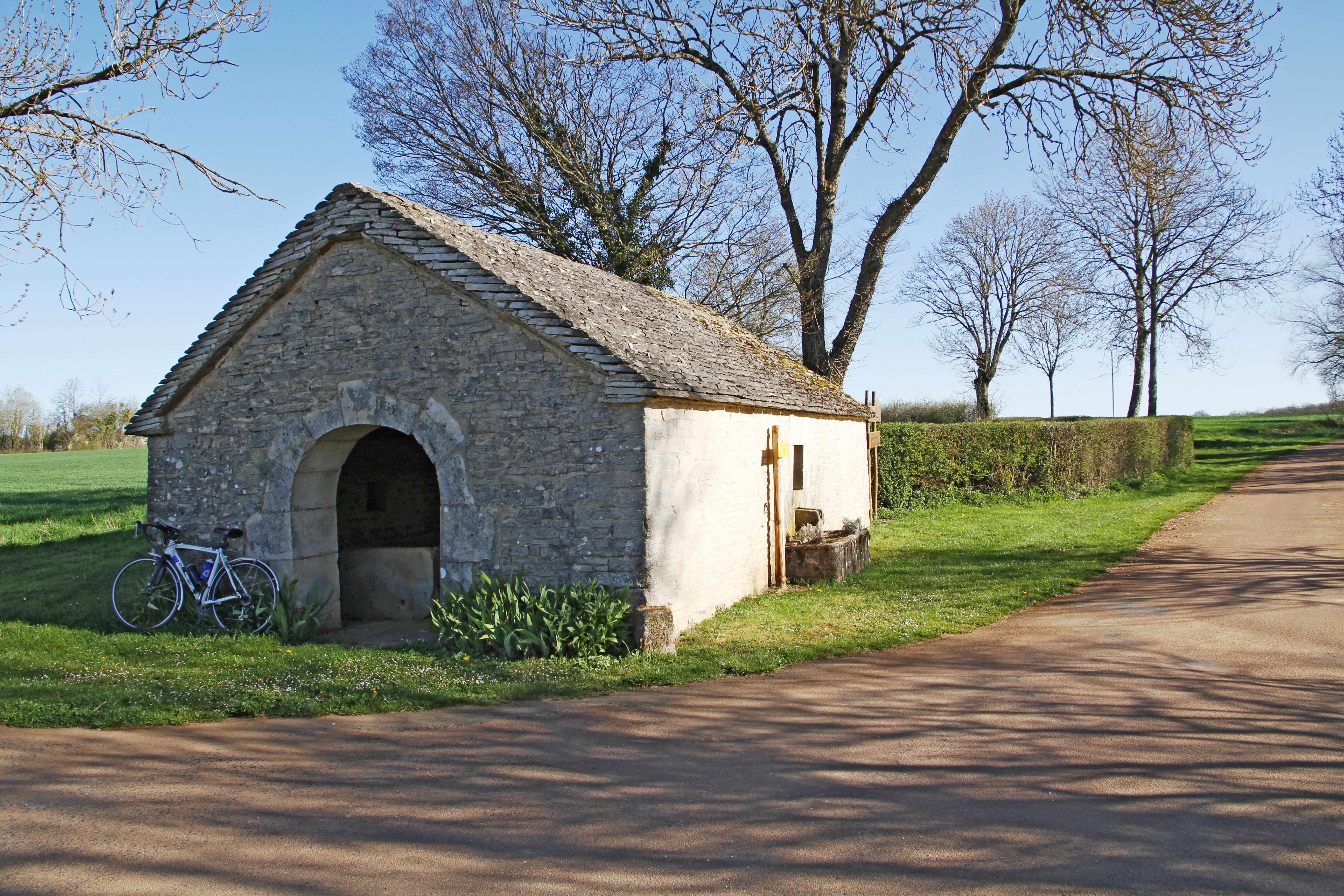
Lavoir-abreuvoir de Prairay côté est.
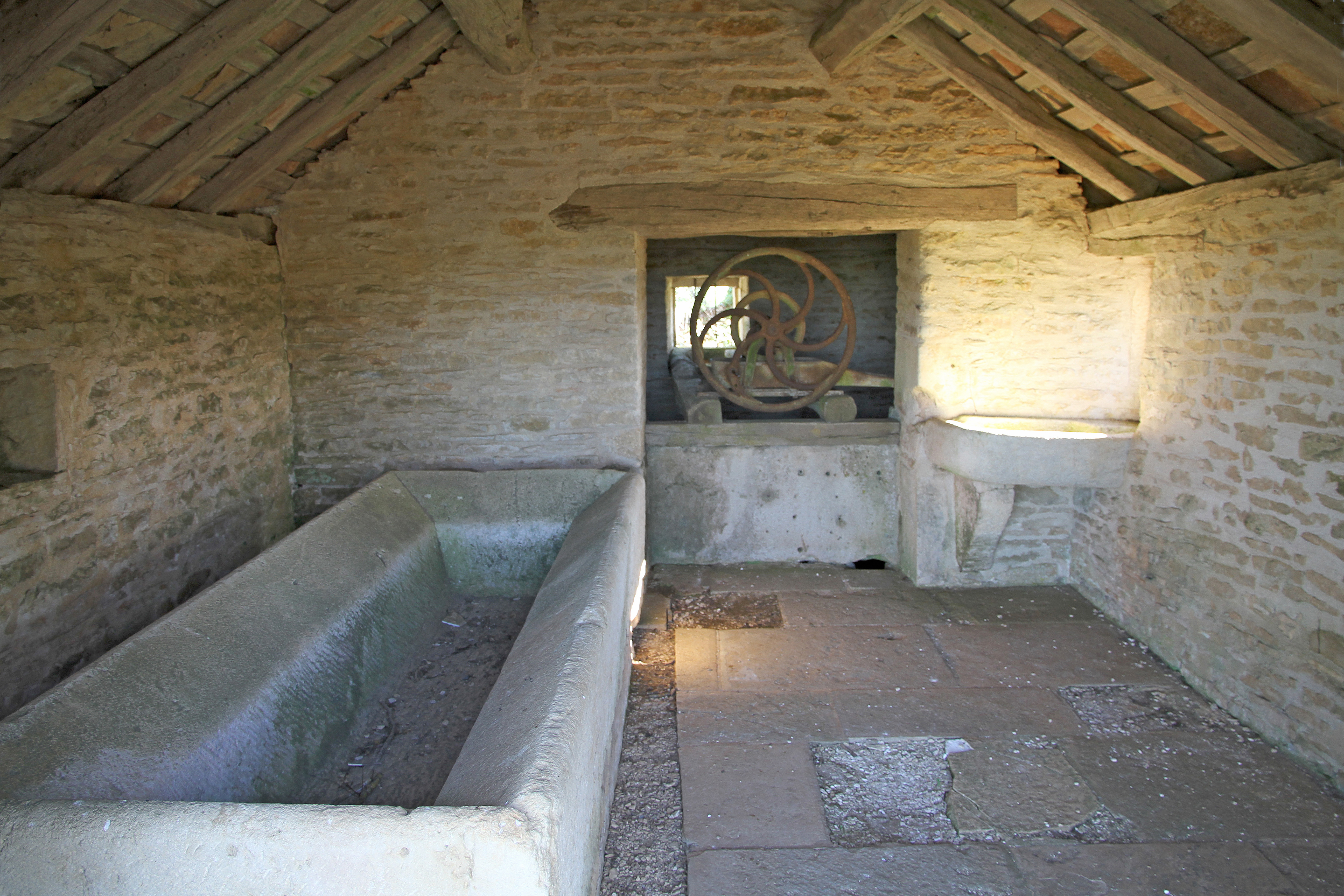
Bac monobloc, treuil et auge.
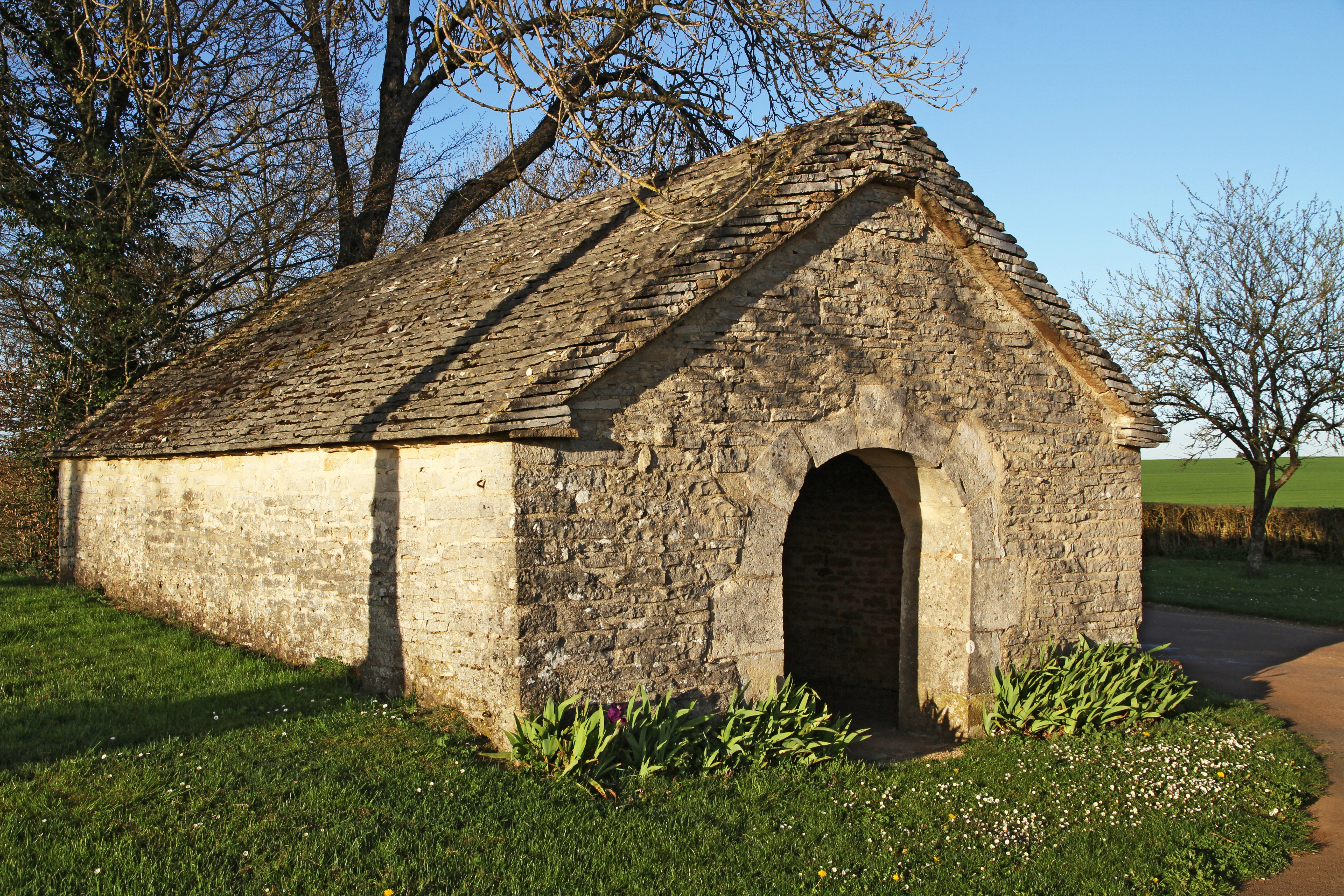
Lavoir côté ouest.

### Héraldique
| Blason de Francheville | Blason  | D'argent au pile de sable chargé en chef d'une étoile de six rais d'or, à la bordure de sinople. |
| Blason de Francheville | Détails | Le statut officiel du blason reste à déterminer.                                                 |